# Красный пудинг
Красный пудинг (англ. Red pudding) — это мясное блюдо, которое подают в основном в закусочных в некоторых районах Шотландии. Красный пудинг ассоциируется с востоком Шотландии в целом и особенно с Файфом, хотя даже в этой области он стал менее распространенным в последние годы. Его основными ингредиентами являются говядина, свинина, свиная шкурка или бекон, сало, сухари, пшеничная мука, специи, соль, говяжий жир и красители.
Из смеси формуют колбасу длиной примерно восемь дюймов, похожую на черно-белый пудинг и хаггис, приготовленный в магазине чипсов. Пудинг обычно готовят, обмазывая его жидким тестом, обжаривая во фритюре и подавая горячим. Купленный сам по себе, он известен как «single red», или, когда он сопровождается жареной картошкой, он известен как «ужин с красным пудингом».

## Другие региональные разновидности
В Шотландии некоторые мясники продают другую форму красного пудинга, полностью приготовленного из мелко нарезанной свинины и сформованного в кольцо, похожее на кровяную колбасу, приправленного такими специями, как тмин, и в красной оболочке. Эти красные пудинги готовятся по рецепту, совершенно отличному от фирменного красного пудинга.  Их традиционно готовили «немецкие» мясники по разделке свинины в некоторых частях Шотландии, в основном на восточном побережье, и их обычно готовят на завтрак. Другой вид красного пудинга является фирменным блюдом Дандолка на восточном побережье Ирландии. Это пудинг на основе овсянки, похожий на белый пудинг.